# Lake Pouarua
Der Lake Pouarua ist ein See im Taupō District der Region Bay of Plenty auf der Nordinsel von Neuseeland.

## Geographie
Der Lake Pouarua befindet sich rund 34 km ostsüdöstlich des Lake Taupō, rund 7 km südsüdwestlich und rund 8 km westsüdwestlich des New Zealand State Highway 5 und rund 4 km nordwestlich der Ahimanawa Range. Der See, der 1975 in der Publikation Checklist of New Zealand Lakes von J. Irwin noch mit einer Fläche von 1,15 km² angegeben wurde, besitzt stand 2023 noch eine Größe von rund 91 Hektar, bei einem Seeumfang von rund 4,37 km. Seine Länge in Ost-West-Richtung bemisst sich auf rund 1,31 km und seine maximale Breite beträgt rund 830 m in Nord-Süd-Richtung.
Gespeiste wird der See vom westlich liegenden Feuchtgebiet und von den westlich und südlich zufließenden Bächen. Seine Entwässerung findet der Lake Pouarua hingegen an seinem nordöstlichen Ende. Der betreffende Abfluss mündet in den Übergang des Tirikahu Stream in den Rangitaiki River, der sich hier neu bildet.